# 1932 w Wojsku Polskim
Kalendarium Wojska Polskiego 1932 – wydarzenia w Wojsku Polskim w roku 1932.

## Styczeń
1 stycznia
- zmarł tytularny generał dywizji Edward Hejdukiewicz

9 stycznia
- w Warszawie zmarł generał brygady Wincenty Kaczyński

29 stycznia
- Prezydent RP mianował z dniem 1 stycznia 1932:

pułkownika Korpusu Sądowego Mikołaja Kosteckiego na stopień generała brygady
komandora porucznika inżyniera Wacława Żejmę na stopień komandora w korpusie technicznym
majora Konstantego Skąpskiego na stopień podpułkownika w korpusie oficerów inżynierii i saperów

## Luty
1 lutego
- Prezydent RP Ignacy Mościcki mianował dotychczasowego I zastępcę szefa Sztabu Głównego, generała brygady Stanisława Kwaśniewskiego generałem do prac przy Generalnym Inspektorze Sił Zbrojnych

20 lutego
- generał dywizji Kazimierz Fabrycy w zastępstwie Ministra Spraw Wojskowych „wcielił łódź podwodną «Żbik» w skład okrętów wojennych Rzeczypospolitej”[1]

27 lutego
- Prezydent RP Ignacy Mościcki:

zwolnił generała brygady Franciszka Sikorskiego ze stanowiska dowódcy 9 Dywizji Piechoty i przeniósł do dyspozycji dowódcy Okręgu Korpusu Nr IX
mianował pułkownika Wilhelma Orlik-Rückemanna dowódcą 9 Dywizji Piechoty w Siedlcach

28 lutego
- uchwałą Komitetu do Spraw Uzbrojenia i Sprzętu na uzbrojenie Wojska Polskiego został przyjęty pistolet Vis wz. 35

## Marzec
20 marca
- w Warszawie zmarł generał brygady Mikołaj Kostecki

23 marca
- Minister Spraw Wojskowych mianował pułkownika dyplomowanego Rudolfa Dreszera dowódcą Brygady Kawalerii „Suwałki”

## Kwiecień
- lotnictwu wojskowemu przekazano wybudowaną przez LOOP Szkołę Pilotów w Sadkowie k. Radomia[2]

## Maj
31 maja

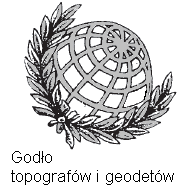

- Minister Spraw Wojskowych zwolnił pułkownika Józefa Kreutzingera ze stanowiska szefa Wojskowego Instytutu Geograficznego

## Czerwiec
1 czerwca
- Minister Spraw Wojskowych mianował pułkownika dyplomowanego Tadeusza Zieleniewskiego na stanowisko szefa Wojskowego Instytutu Geograficznego

## Lipiec
30 lipca

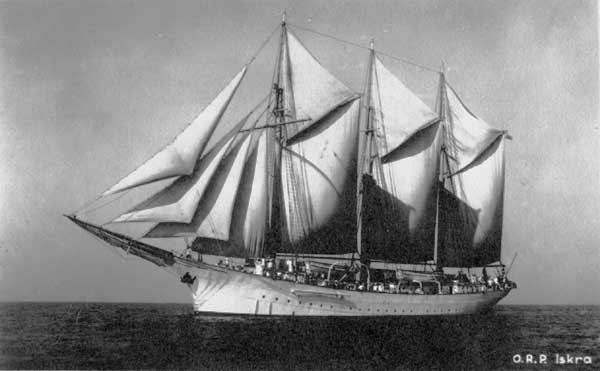
ORP „Iskra”

- początek szóstego rejsu szkolnego ORP „Iskra”

## Sierpień
10 sierpnia
- podniesiono banderę na kontrtorpedowcu ORP „Burza”

18 sierpnia
- w Warszawie Prezydent RP Ignacy Mościcki wręczył chorągiew 21 Pułkowi Piechoty „Dzieci Warszawy”[3]

## Listopad
23 listopada
- koniec szóstego rejsu szkolnego ORP „Iskra”; okręt zawinął do portów: Cherbourg, Lizbona i Casablanca

## Grudzień
21 grudnia
- Prezydent RP Ignacy Mościcki nadał z dniem 1 stycznia 1933:

stopień generała brygady pułkownikom: Franciszkowi Władowi (lokata 1), Wilhelmowi Orlik-Rückemannowi (2), Władysławowi Langnerowi (3), Bernardowi Mondowi (4), Kazimierzowi Sawickiemu (5) i Marianowi Przewłockiemu (6),
stopień kontradmirała komandorowi Józefowi Unrugowi (1)